# ФИФА 100
ФИФА 100 (на английски: FIFA 100) е списък на 125-те „най-велики живи футболисти“ и е съставен от световноизвестния бразилски нападател Пеле. Оповестен е на 4 март 2004 г. на гала церемония в Лондон по случай стогодишнината от основаването на Международната футболна федерация (ФИФА).
Числото 100 се отнася за 100-годишнината на ФИФА, а не за броя на избраните футболисти. Действителният брой избрани играчи е 125. Пеле е бил помолен да избере 50 активни и 50 бивши играчи, за да се закръглят на 100, но той намира твърде трудно да се ограничи само до 50 бивши играчи. Списъкът включва 123 мъже и 2 жени (от САЩ), общо 125 професионални футболисти. По времето, когато е обявен списъкът FIFA 100, 50 играчи все още играят, а 75 са прекратили.

## Критики
Някои футболни наблюдатели поставят под въпрос процеса на подбор за този списък. Дейвид Мелър, бивш държавник, превърнал се във футболен критик, написва във Evening Standard, че изборът е по-политически, отколкото футболен. 
 Мелор вярва, че списъкът идва от писалката на президента на ФИФА Сеп Блатер, а не от Пеле. Като доказателство Мелор обръща внимание на широкото географско разпределение на играчите в списъка, като Абеди Пеле от Гана, Хон Мьон-бо от Южна Корея и Ел Хаджи Диуф от Сенегал. Изтъква се, че по-реалистичният избор трябва да бъде в полза на южноамерикански и европейски играчи. Подобно наблюдение прави Тим Викъри, коментатор на BBC. 
Жерсон, бивш съотборник на Пеле и бивш играч на националния отбор на Бразилия, реагира на невключването му в списъка на FIFA 100, като разкъсва списъка в бразилска телевизионна програма. Марко ван Бастен и Уве Зеелер отказват да участват в проекта и церемонията, поради несъгласие със списъка. 

## Списък
Следва списък на „ФИФА 100“ най-великите живи футболисти, съставен от Пеле.

### Англия
| Състезател   | Пост         | Дата на раждане                                   |
| ------------ | ------------ | ------------------------------------------------- |
| Гордън Бенкс | Вратар       | 30 декември 1937 г. (Починал на 12 февруари 2019) |
| Дейвид Бекъм | Полузащитник | 2 май 1975 г.                                     |
| Боби Чарлтън | Полузащитник | 11 октомври 1937 г.                               |
| Кевин Кийгън | Нападател    | 14 февруари 1951 г.                               |
| Гари Линекер | Нападател    | 30 ноември 1960 г.                                |
| Майкъл Оуен  | Нападател    | 14 декември 1979 г.                               |
| Алан Шиърър  | Нападател    | 13 август 1970 г.                                 |

### Аржентина
| Състезател           | Пост         | Дата на раждане                                  |
| -------------------- | ------------ | ------------------------------------------------ |
| Габриел Батистута    | Нападател    | 2 януари 1969 г.                                 |
| Ернан Креспо         | Нападател    | 5 юли 1975 г.                                    |
| Алфредо ди Стефано   | Нападател    | 4 юли 1926 г. (Починал на 7 юли 2014)            |
| Марио Кемпес         | Нападател    | 15 юли 1954 г.                                   |
| Диего Марадона       | Нападател    | 30 октомври 1960 г. (Починал на 25 ноември 2020) |
| Даниел Пасарела      | Защитник     | 25 май 1953 г.                                   |
| Хавиер Савиола       | Нападател    | 11 декември 1981 г.                              |
| Омар Сивори          | Нападател    | 2 октомври 1935 г. (Починал на 17 февруари 2005) |
| Хуан Себастиан Верон | Полузащитник | 9 март 1975 г.                                   |
| Хавиер Санети        | Защитник     | 10 август 1973 г.                                |

### Белгия
| Състезател          | Пост         | Дата на раждане     |
| ------------------- | ------------ | ------------------- |
| Ян Кулеманс         | Полузащитник | 28 февруари 1957 г. |
| Жан-Мари Пфаф       | Вратар       | 4 декември 1953 г.  |
| Франки ван дер Елст | Полузащитник | 30 април 1961 г.    |

### Бразилия
| Състезател     | Пост         | Дата на раждане                                  |
| -------------- | ------------ | ------------------------------------------------ |
| Карлош Алберто | Защитник     | 17 юли 1944 г.                                   |
| Кафу           | Защитник     | 7 юни 1970 г.                                    |
| Фалкао         | Полузащитник | 16 октомври 1953 г.                              |
| Пеле           | Нападател    | 23 октомври 1940 г.                              |
| Жуниор         | Полузащитник | 29 юни 1954 г.                                   |
| Ривалдо        | Полузащитник | 19 април 1972 г.                                 |
| Ривелиньо      | Полузащитник | 1 януари 1946 г.                                 |
| Роберто Карлош | Защитник     | 10 април 1973 г.                                 |
| Ромарио        | Нападател    | 29 януари 1966 г.                                |
| Роналдиньо     | Нападател    | 21 март 1980 г.                                  |
| Роналдо        | Нападател    | 18 септември 1976 г.                             |
| Джалма Сантош  | Защитник     | 27 февруари 1929 г. (Починал на 23 юли 2013)     |
| Нилтон Сантош  | Защитник     | 16 май 1927 г. (Починал на 28 ноември 2013)      |
| Сократеш       | Полузащитник | 19 февруари 1954 г. (Починал на 4 декември 2011) |
| Зико           | Полузащитник | 3 март 1953 г.                                   |

### България
| Състезател      | Пост      | Дата на раждане    |
| --------------- | --------- | ------------------ |
| Христо Стоичков | Нападател | 8 февруари 1966 г. |

### Гана
| Състезател | Пост      | Дата на раждане   |
| ---------- | --------- | ----------------- |
| Абеди Пеле | Нападател | 5 ноември 1964 г. |

### Германия
| Състезател          | Пост         | Дата на раждане                               |
| ------------------- | ------------ | --------------------------------------------- |
| Михаел Балак        | Полузащитник | 26 септември 1976 г.                          |
| Франц Бекенбауер    | Защитник     | 11 септември 1945 г.                          |
| Паул Брайтнер       | Полузащитник | 5 септември 1951 г.                           |
| Оливер Кан          | Вратар       | 15 юни 1969 г.                                |
| Юрген Клинсман      | Нападател    | 30 юли 1964 г.                                |
| Сеп Майер           | Вратар       | 28 февруари 1944 г.                           |
| Лотар Матеус        | Полузащитник | 21 март 1961 г.                               |
| Герд Мюлер          | Нападател    | 3 ноември 1945 г. (Починал на 15 август 2021) |
| Карл-Хайнц Румениге | Нападател    | 25 септември 1955 г.                          |
| Уве Зелер           | Нападател    | 5 ноември 1936 г. (Починал на 21 юли 2022)    |

### Дания
| Състезател     | Пост         | Дата на раждане     |
| -------------- | ------------ | ------------------- |
| Брайън Лаудруп | Нападател    | 22 февруари 1969 г. |
| Михаел Лаудруп | Полузащитник | 15 юни 1964 г.      |
| Петер Шмайхел  | Вратар       | 18 ноември 1963 г.  |

### Ейре
| Състезател | Пост         | Дата на раждане   |
| ---------- | ------------ | ----------------- |
| Рой Кийн   | Полузащитник | 10 август 1971 г. |

### Испания
| Състезател        | Пост         | Дата на раждане |
| ----------------- | ------------ | --------------- |
| Емилио Бутрагеньо | Нападател    | 22 юли 1963 г.  |
| Луис Енрике       | Полузащитник | 8 май 1970 г.   |
| Раул              | Нападател    | 27 юни 1977 г.  |
| Икер Касиляс      | Вратар       | 20 март 1981 г. |

### Италия
| Състезател          | Пост         | Дата на раждане                                   |
| ------------------- | ------------ | ------------------------------------------------- |
| Роберто Баджо       | Нападател    | 18 февруари 1967 г.                               |
| Франко Барези       | Защитник     | 8 май 1960 г.                                     |
| Джузепе Бергоми     | Защитник     | 22 декември 1963 г.                               |
| Джампиеро Бониперти | Нападател    | 4 юли 1928 г. (Починал на 18 юни 2021)            |
| Джанлуиджи Буфон    | Вратар       | 28 януари 1978 г.                                 |
| Алесандро Дел Пиеро | Нападател    | 9 ноември 1974 г.                                 |
| Джачинто Факети     | Защитник     | 18 юли 1942 г. (Починал на 4 септември 2006)      |
| Паоло Малдини       | Защитник     | 26 юни 1968 г.                                    |
| Алесандро Неста     | Защитник     | 19 март 1976 г.                                   |
| Джани Ривера        | Полузащитник | 18 август 1943 г.                                 |
| Паоло Роси          | Нападател    | 23 септември 1956 г. (Починал на 9 декември 2020) |
| Франческо Тоти      | Нападател    | 27 септември 1976 г.                              |
| Кристиан Виери      | Нападател    | 12 юли 1973 г.                                    |
| Дино Дзоф           | Вратар       | 28 февруари 1942 г.                               |

### Камерун
| Състезател   | Пост      | Дата на раждане |
| ------------ | --------- | --------------- |
| Самюел Ето'о | Нападател | 10 март 1981 г. |

### Колумбия
| Състезател       | Пост         | Дата на раждане     |
| ---------------- | ------------ | ------------------- |
| Карлос Валдерама | Полузащитник | 2 септември 1961 г. |

### Либерия
| Състезател | Пост      | Дата на раждане    |
| ---------- | --------- | ------------------ |
| Джордж Уеа | Нападател | 1 октомври 1966 г. |

### Мексико
| Състезател | Пост      | Дата на раждане |
| ---------- | --------- | --------------- |
| Уго Санчес | Нападател | 11 юли 1958 г.  |

### Нигерия
| Състезател      | Пост         | Дата на раждане   |
| --------------- | ------------ | ----------------- |
| Джей Джей Окоча | Полузащитник | 14 август 1973 г. |

### Парагвай
| Състезател | Пост         | Дата на раждане   |
| ---------- | ------------ | ----------------- |
| Ромерито   | Полузащитник | 28 август 1960 г. |

### Перу
| Състезател      | Пост      | Дата на раждане |
| --------------- | --------- | --------------- |
| Теофило Кубиляс | Нападател | 8 март 1949 г.  |

### Полша
| Състезател    | Пост         | Дата на раждане |
| ------------- | ------------ | --------------- |
| Збигнев Бонек | Полузащитник | 3 март 1956 г.  |

### Португалия
| Състезател | Пост         | Дата на раждане                              |
| ---------- | ------------ | -------------------------------------------- |
| Еузебио    | Нападател    | 25 януари 1942 г. (Починал на 5 януари 2014) |
| Луиш Фиго  | Полузащитник | 4 ноември 1972 г.                            |
| Руи Коща   | Полузащитник | 29 март 1972 г.                              |

### Румъния
| Състезател   | Пост         | Дата на раждане    |
| ------------ | ------------ | ------------------ |
| Георге Хаджи | Полузащитник | 5 февруари 1965 г. |

### Русия
| Състезател   | Пост   | Дата на раждане                                  |
| ------------ | ------ | ------------------------------------------------ |
| Лев Яшин     | Вратар | 22 октомври 1929 г. (Починал на 20 март 1990 г.) |
| Ринад Дасаев | Вратар | 13 октомври 1957 г.                              |

### САЩ
| Състезател   | Пост      | Дата на раждане    |
| ------------ | --------- | ------------------ |
| Мишел Ейкърс | Нападател | 1 февруари 1966 г. |
| Миа Хам      | Нападател | 17 март 1972 г.    |

### Северна Ирландия
| Състезател  | Пост  | Дата на раждане                             |
| ----------- | ----- | ------------------------------------------- |
| Джордж Бест | Крило | 22 май 1946 г. (Починал на 25 ноември 2005) |

### Сенегал
| Състезател    | Пост      | Дата на раждане   |
| ------------- | --------- | ----------------- |
| Ел Хаджи Диуф | Нападател | 15 януари 1981 г. |

### Турция
| Състезател     | Пост         | Дата на раждане |
| -------------- | ------------ | --------------- |
| Рюстю Речбер   | Вратар       | 10 май 1973 г.  |
| Емре Белозоглу | Полузащитник | 9 юли 1980 г.   |

### Украйна
| Състезател      | Пост      | Дата на раждане      |
| --------------- | --------- | -------------------- |
| Андрий Шевченко | Нападател | 29 септември 1976 г. |

### Унгария
| Състезател    | Пост      | Дата на раждане                              |
| ------------- | --------- | -------------------------------------------- |
| Ференц Пушкаш | Нападател | 2 април 1927 г. (Починал на 17 ноември 2006) |

### Уругвай
| Състезател       | Пост         | Дата на раждане    |
| ---------------- | ------------ | ------------------ |
| Енцо Франческоли | Полузащитник | 12 ноември 1961 г. |

### Франция
| Състезател     | Пост         | Дата на раждане                              |
| -------------- | ------------ | -------------------------------------------- |
| Ерик Кантона   | Нападател    | 24 май 1966 г.                               |
| Марсел Десаи   | Защитник     | 7 септември 1968 г.                          |
| Дидие Дешан    | Полузащитник | 15 октомври 1968 г.                          |
| Жюст Фонтен    | Нападател    | 18 август 1933 г.                            |
| Тиери Анри     | Нападател    | 17 август 1977 г.                            |
| Раймон Копа    | Полузащитник | 31 октомври 1931 г. (Починал на 3 март 2017) |
| Жан-Пиер Папен | Нападател    | 5 ноември 1963 г.                            |
| Робер Пирес    | Полузащитник | 29 октомври 1973 г.                          |
| Мишел Платини  | Полузащитник | 21 юни 1955 г.                               |
| Лилиан Тюрам   | Защитник     | 1 януари 1972 г.                             |
| Мариус Трезор  | Защитник     | 15 януари 1950 г.                            |
| Давид Трезеге  | Нападател    | 15 октомври 1977 г.                          |
| Патрик Виейра  | Полузащитник | 23 юни 1976 г.                               |
| Зинедин Зидан  | Полузащитник | 23 юни 1972 г.                               |

### Холандия
| Състезател          | Пост         | Дата на раждане                            |
| ------------------- | ------------ | ------------------------------------------ |
| Марко ван Бастен    | Нападател    | 31 октомври 1964 г.                        |
| Денис Бергкамп      | Нападател    | 10 май 1969 г.                             |
| Йохан Кройф         | Нападател    | 25 април 1947 г. (Починал на 24 март 2016) |
| Едгар Давидс        | Полузащитник | 13 март 1973 г.                            |
| Рууд Гулит          | Полузащитник | 1 септември 1962 г.                        |
| Рене ван де Керкхоф | Полузащитник | 16 септември 1951 г.                       |
| Вили ван де Керкхоф | Полузащитник | 16 септември 1951 г.                       |
| Патрик Клуйверт     | Нападател    | 1 юли 1976 г.                              |
| Йохан Неескенс      | Полузащитник | 15 септември 1951 г.                       |
| Рууд ван Нистелрой  | Нападател    | 1 юли 1976 г.                              |
| Роб Рензенбринк     | Нападател    | 3 юли 1947 г.                              |
| Франк Рейкард       | Полузащитник | 30 септември 1962 г.                       |
| Кларънс Сеедорф     | Полузащитник | 1 април 1976 г.                            |

### Хърватия
| Състезател  | Пост      | Дата на раждане  |
| ----------- | --------- | ---------------- |
| Давор Шукер | Нападател | 1 януари 1968 г. |

### Чехия
| Състезател     | Пост         | Дата на раждане                             |
| -------------- | ------------ | ------------------------------------------- |
| Йозеф Масопуст | Полузащитник | 9 февруари 1931 г. (Починал на 29 юни 2015) |
| Павел Недвед   | Полузащитник | 30 август 1972 г.                           |

### Чили
| Състезател    | Пост      | Дата на раждане     |
| ------------- | --------- | ------------------- |
| Елиас Фигероа | Защитник  | 25 октомври 1946 г. |
| Иван Саморано | Нападател | 18 януари 1967 г.   |

### Шотландия
| Състезател   | Пост      | Дата на раждане |
| ------------ | --------- | --------------- |
| Кени Далглиш | Нападател | 4 март 1951 г.  |

### Южна Корея
| Състезател  | Пост     | Дата на раждане     |
| ----------- | -------- | ------------------- |
| Хон Мьон-бо | Защитник | 12 февруари 1969 г. |

### Япония
| Състезател      | Пост         | Дата на раждане   |
| --------------- | ------------ | ----------------- |
| Хидетоши Наката | Полузащитник | 22 януари 1977 г. |